# Vila Boa do Bispo
Vila Boa do Bispo es una freguesia portuguesa del concelho de Marco de Canaveses, con 11,71 km² de superficie y 3.240 habitantes (2011). Su densidad de población es de 276,7 hab/km².